# Neapolitaner-Waffeln

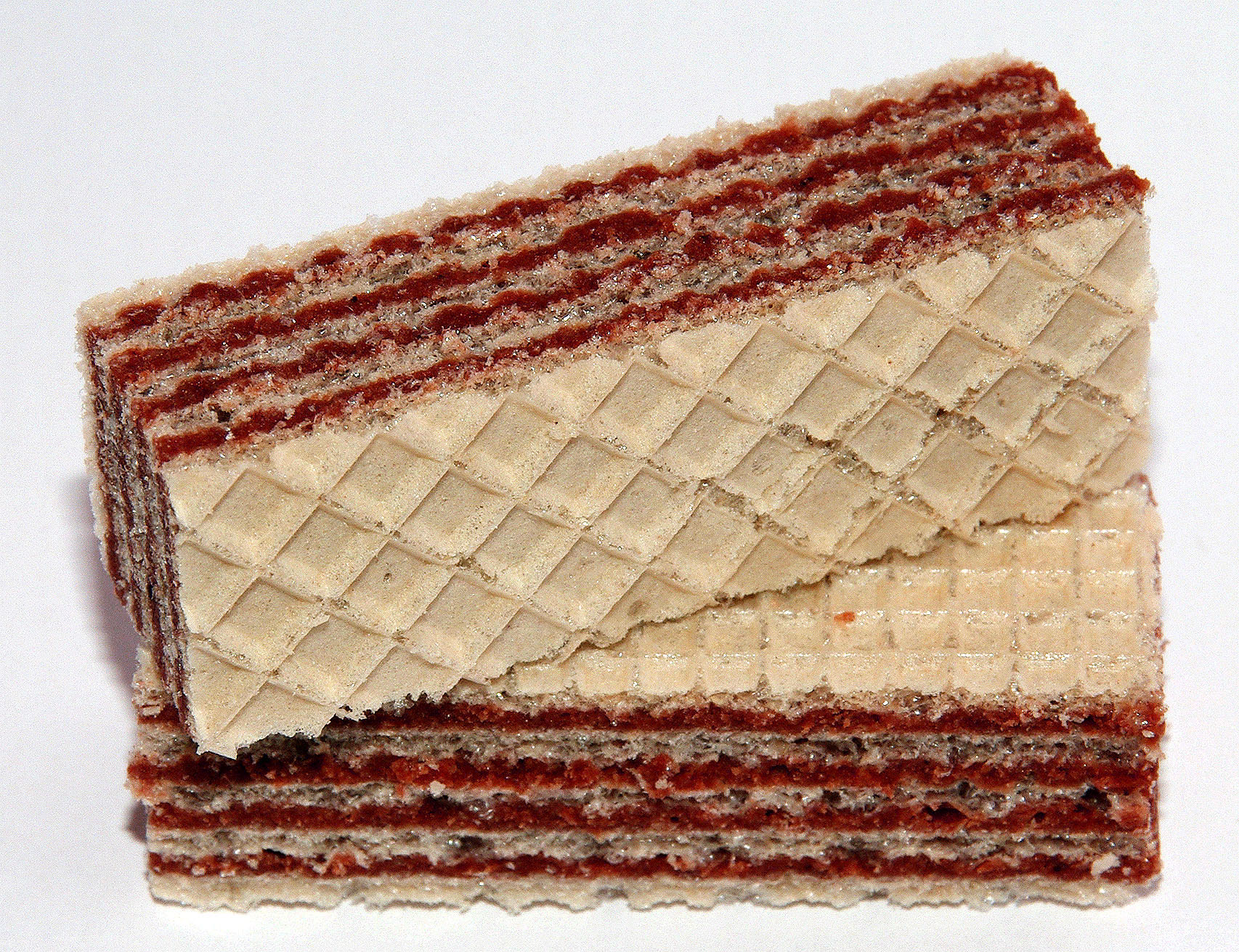
Neapolitaner-Waffeln

Neapolitaner-Waffeln, Neapolitaner-Schnitten oder auch Manner-Schnitten genannt, sind ein Gebäck aus Waffeln gefüllt mit Haselnuss-Kakao-Creme. Kennzeichnend sind die mehrlagigen Flachwaffeln mit dünnschichtigen Cremefüllungen. Die „Neapolitaner Schnitte No. 239“ wurde 1898 erstmals urkundlich erwähnt und in der von Josef Manner gegründeten Süßwarenfirma Manner produziert. Die Schnitten wurden nach den für die Füllung verwendeten Haselnüssen aus der Gegend um Neapel benannt. Das Format und Grundrezept der Manner Schnitten sind seit der Erfindung im Jahre 1898 unverändert. Neben der Originalvariante mit Haselnüssen werden mittlerweile auch Vollkorn Schnitten, Zitronen Schnitten, Cocos Schnitten und Brownie Schnitten angeboten. 